# San Bartolomé de Tirajana

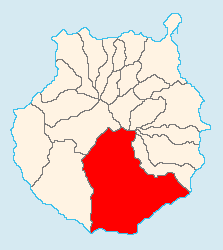
Prowincja San Bartolomé de Tirajana

San Bartolomé de Tirajana – gmina w Hiszpanii, zlokalizowana w południowej części należącej do Wysp Kanaryjskich wyspy Gran Canaria, w prowincji Las Palmas, nad Oceanem Atlantyckim. Siedzibą gminy jest rolnicze miasteczko Tunte (nazywane również San Bartolomé de Tirajana), usytuowane w kalderze Tirajana i górnej części Barranco de Tirajana (pol. Wąwóz Tirajana), na wysokości 850 m n.p.m. W gminie San Bartolomé de Tirajana zlokalizowane są znane kurorty wypoczynkowe – Playa del Inglés i Maspalomas.
Gmina zajmuje obszar 333,13 km², co czyni ją największą pod względem powierzchni jednostką administracyjną na Gran Canarii (ponad 20% powierzchni tej wyspy), a 1 stycznia 2022 zamieszkiwało ją 52 936 osób. Gmina leży na wysokości od 0 m n.p.m. (tereny nad Atlantykiem) do 1957 m n.p.m. (góra Morro de la Agujerada, najwyższy szczyt Gran Canarii). W rejonach wiejskich (centrum wyspy) znajdują się liczne plantacje brzoskwiń, śliwek, wiśni i migdałów.
Obecne miasteczko Tunte zbudowano w miejscu wcześniejszej osady Guanczów o tej samej nazwie. W czasach konkwisty przywieziono tu obraz św. Jakuba i od tego czasu miejscowość zwano Santiago de Tunte. Znajduje się w nim XVII-wieczny kościół Iglesia de San Bartolomé de Tirajana, posiadający trzy nawy i drewniane sklepienia. Mimo że budowę świątyni rozpoczęto ok. 1690 r., konsekrowano ją dopiero w 1922 r. Drugą ciekawą budowlą jest ratusz, na którego dziedzińcu znajdują się drewniane galeryjki. W mieście wytwarza się dwa lokalne trunki – guindillę (rodzaj wiśniówki) oraz mejunie, sporządzaną z rumu, cytryn i miodu.

## Współpraca
- Alajuela
- Elche